# The Bridge 2017
Pour les articles homonymes, voir Bridge (homonymie).
The Bridge 2017 est un événement franco-américain qui a pour objectif de célébrer 100 ans de fraternité et d'échange entre la France et les États-Unis dans le cadre du centenaire de la première Guerre mondiale (1914-18),,,,,,. Le projet s'articule autour d'une course transatlantique de bateaux entre des Maxi-multicoques et le paquebot Queen Mary 2, reliant le pont de Saint-Nazaire à celui de Verrazano, à New-York. Des événements liés au jazz, au basket et à des activités entrepreneuriales encadrent cette compétition,.

## Contexte
Cet événement fait partie du programme des commémorations de la guerre de 1914-1918 et plus particulièrement de l'intervention de l'American Expeditionary Force qui a eu lieu à partir de 1917 et qui a joué un rôle majeur dans la victoire de la Triple-Entente. L'initiateur et l'organisateur de The Bridge est un ancien skipper, Damien Grimont. Le budget est partagé entre l’affrètement du Queen Mary 2 (9 millions d'euros) et l'organisation de la course des multicoques et des événements annexes (6 millions d'euros).

## Programme
Du 17 au 21 juin 2017, ont lieu début des festivités et la descente de la Loire. La ville de Nantes voit débarquer les bateaux maxi-multicoques. Des concerts de jazz et la coupe du monde de basket 3x3 sont également organisés avant que les Ultimes ne s’élancent sur la Loire en direction de Brest.
Le 21 juin 2017 a lieu un défilé des marines des différents pays liés à la Première Guerre mondiale à Brest ainsi qu’un concert célébrant cent ans de jazz. 
Le 22 juin 2017, le Queen Mary 2 part de Southampton en Angleterre pour rejoindre son chantier de construction, Saint-Nazaire,,,,.
Le 23 juin 2017, le départ de la course des Multi50 est donné dans le cadre de la 13e édition du record SNSM ; une soirée musicale à Saint-Nazaire ainsi que la célébration de cent ans de musiques américaines sont organisées. 
Le 24 juin 2017, le Queen Mary 2, accompagné d'une armada internationale de bateaux militaires arrive au port de Saint-Nazaire, où il fait escale dans la forme Joubert. 
Le 25 juin 2017 à 19 h marque le début du grand défi au port de Saint-Nazaire ; le Queen Mary 2 et les maxi-trimarans prennent le départ, précisément sous le pont de Saint-Nazaire.
Du 1er au 3 juillet 2017 a lieu l'arrivée de la Transat du centenaire aux États-Unis.
Enfin le 25 juillet 2017 marque le retour en France pour les Ultimes à Vannes,.

## Parrain
Tony Parker est l'ambassadeur du projet et présent à Nantes pour la coupe du monde de basket à 3,,.

## Résultat
Le Queen Mary 2 franchit la ligne d'arrivée en premier le 1er juillet 2017 à 11 h , avec près de 2 jours d'avance sur le premier Ultime.
| Place | Nom du bateau | Skipper         | Nationalité | Temps                  |
| ----- | ------------- | --------------- | ----------- | ---------------------- |
| 1     | Macif         | François Gabart | France      | 08 j 00 h 31 min 20 s  |
| 2     | IDEC Sport    | Francis Joyon   | France      | 08 j 11 h 09 min 03 s  |
| 3     | Sodebo Ultim' | Thomas Coville  | France      | 08 j 16 h 18 min 55 s  |
| 4     | Actual        | Yves Le Blévec  | France      | 010 j 09 h 28 min 58 s |